# CEN Réseau de l'Isère
Ne doit pas être confondu avec Réseau interurbain de l'Isère.

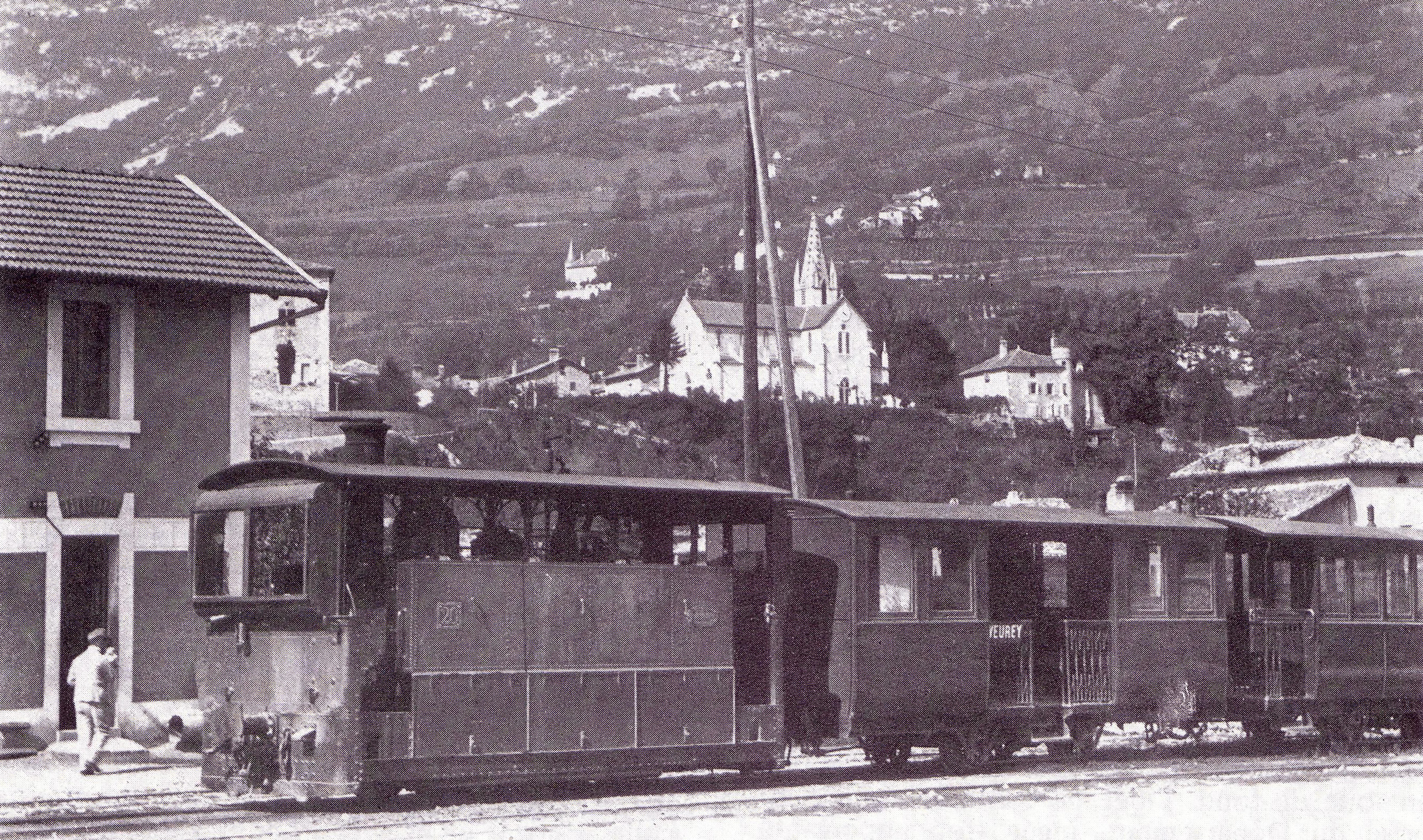
Un train en gare de Veurey (Isère).

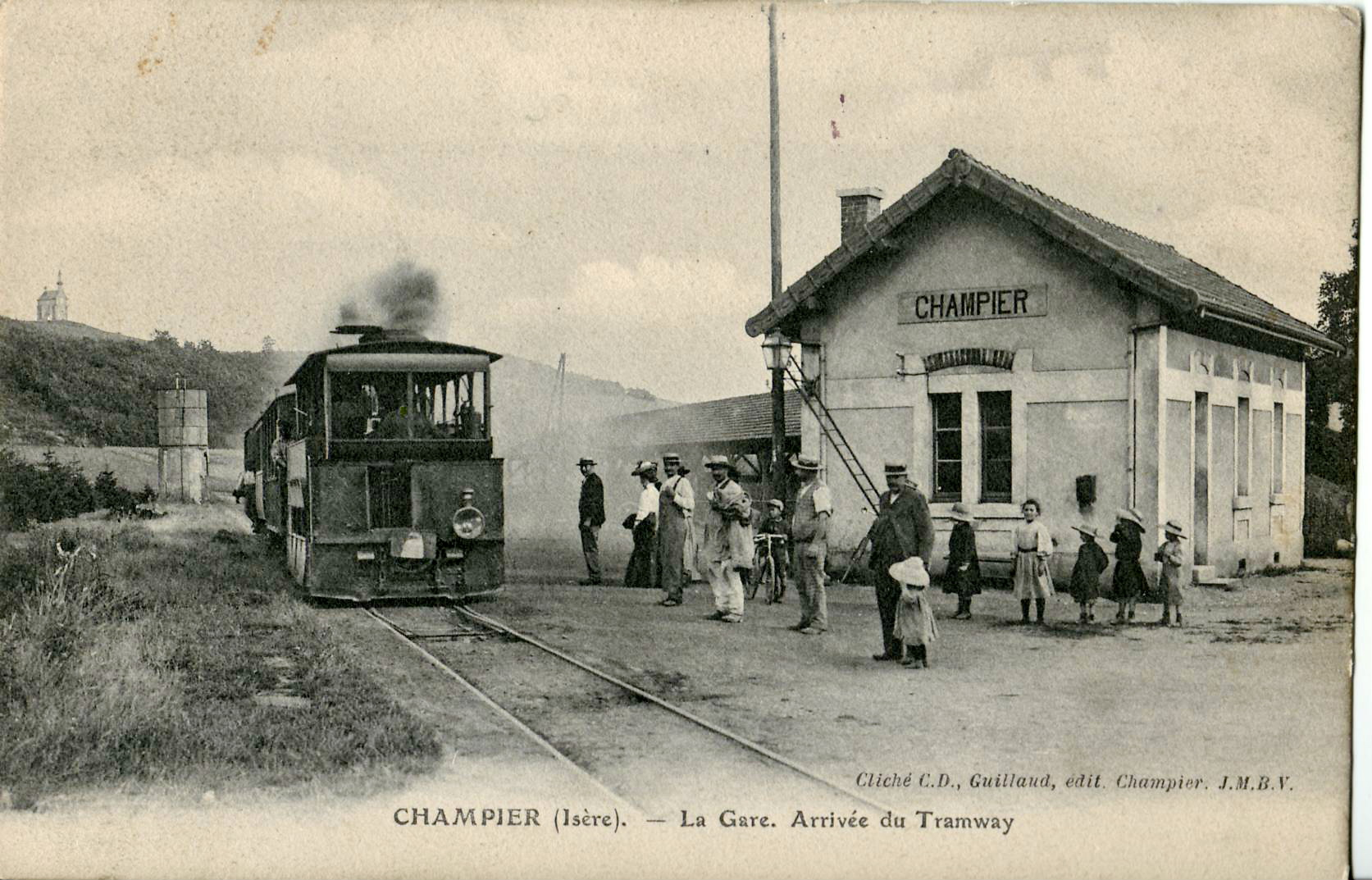
Un train en gare de Champier

Le Réseau de l'Isère de la compagnie des Chemins de fer économiques du Nord a fonctionné dans le département de l'Isère entre 1891 et 1952. L'exploitation est ensuite reprise par la régie départementale des Voies ferrées du Dauphiné et la Société grenobloise de tramways électriques (SGTE) pour la ligne de Grenoble à Veurey.

## Lignes
- Grenoble à Veurey ;
- Vienne à Charavines et Voiron ;
- Vienne à Estressin.

Le dépôt se trouvait à Saint-Jean-de-Bournay

## Gares de jonctions
- Saint-Jean-de-Bournay avec les Tramways de l'Ouest du Dauphiné
- Le Grand-Lemps avec les Tramways de l'Ouest du Dauphiné et le PLM
- Bonpertuis avec les Tramways de l'Ouest du Dauphiné
- Voiron avec le PLM

## Matériel roulant

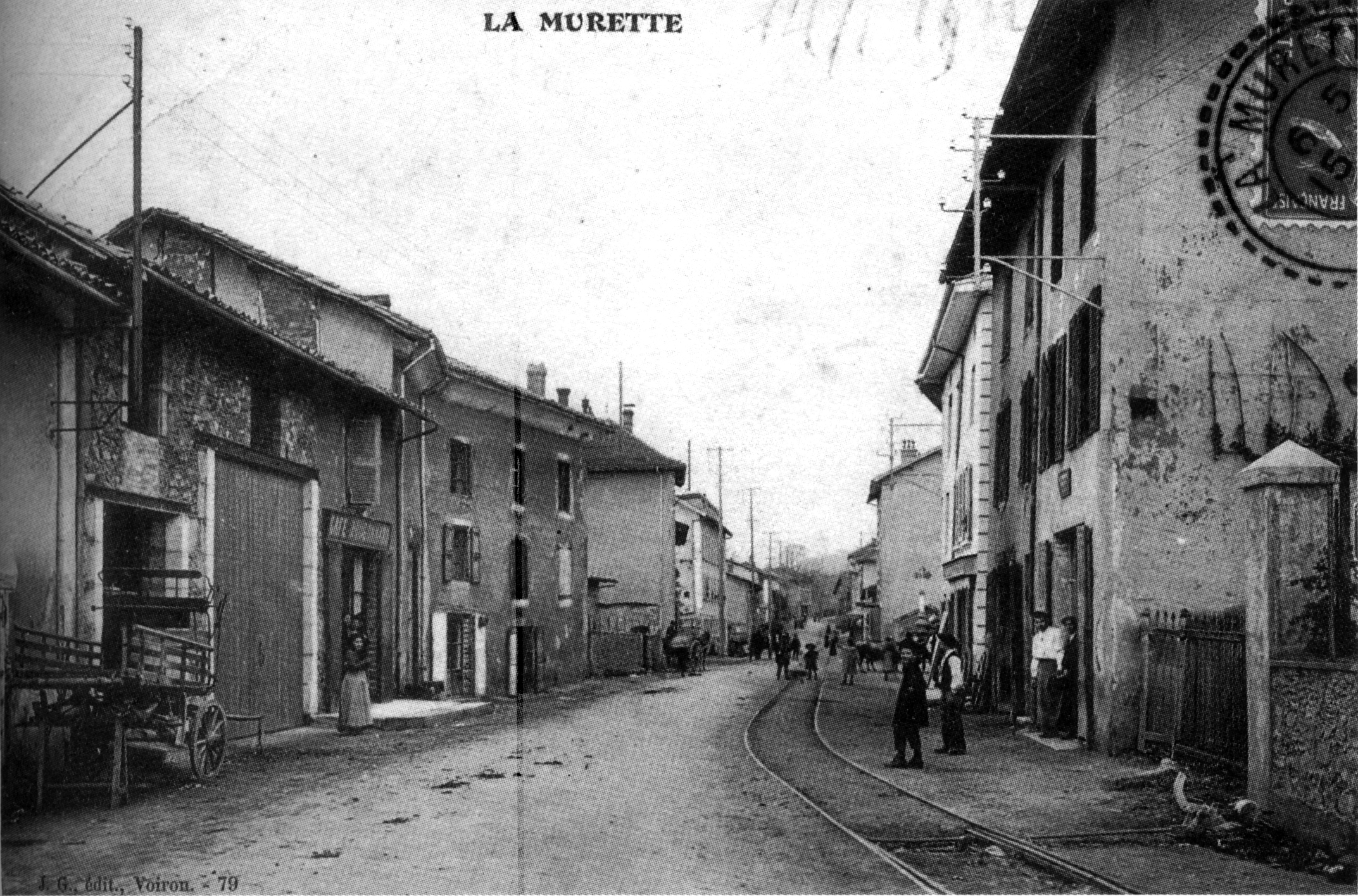
La voie à La Murette.
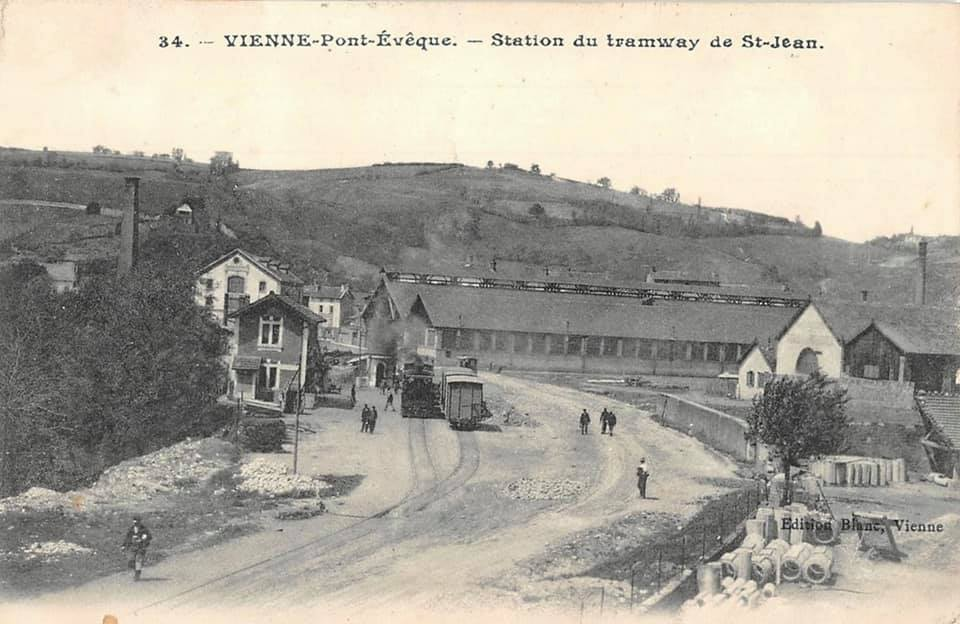
La gare de Pont-Évêque.
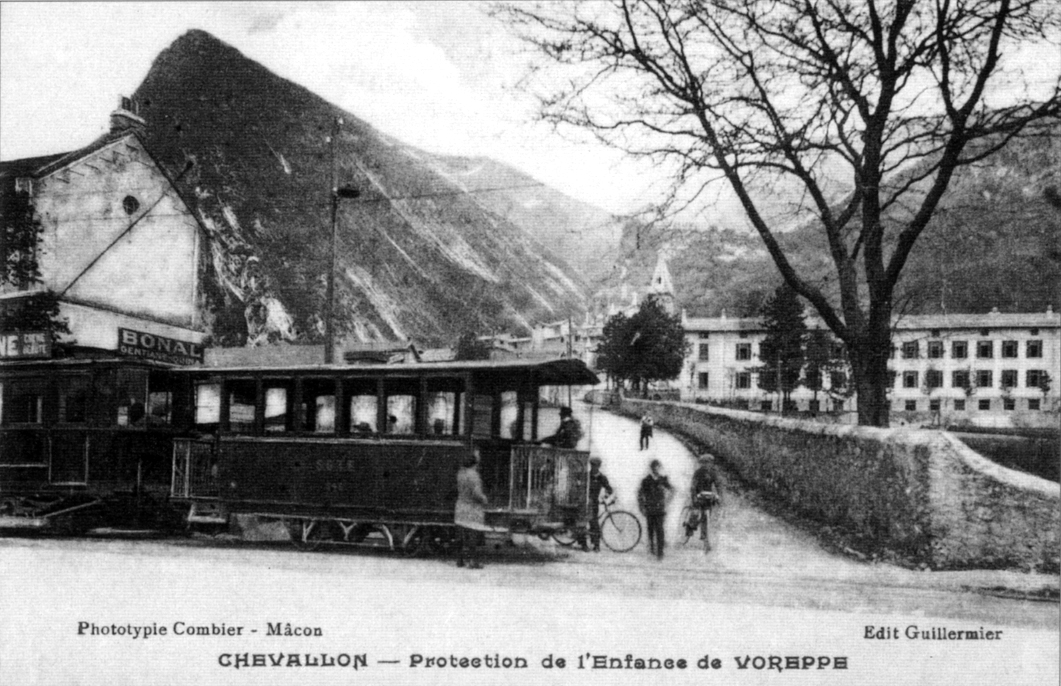
Voiture à essieux des CEN en service sur le réseau des tramways de Grenoble.
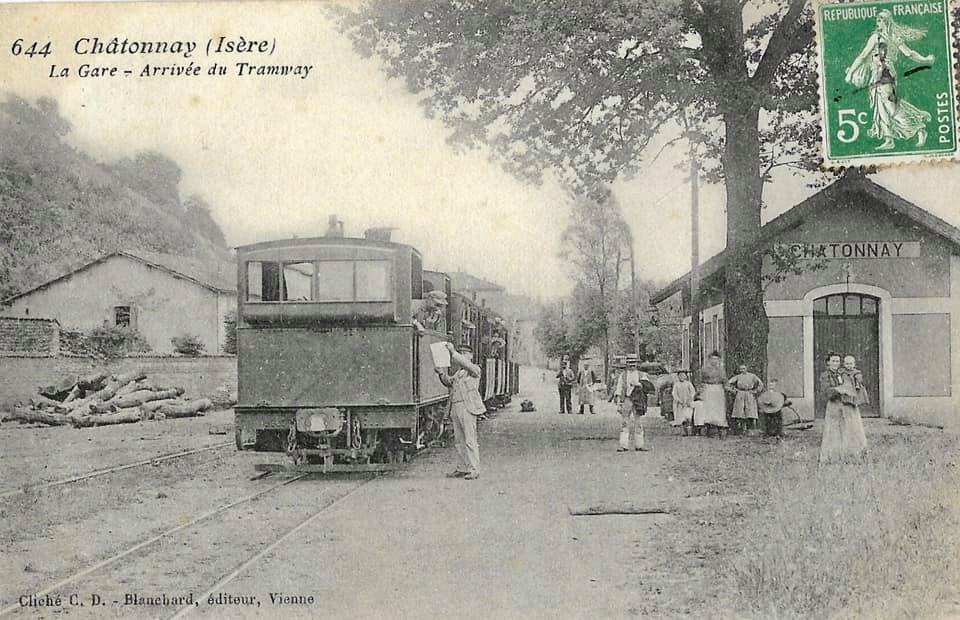
Locomotive de type bicabine, n°51 en gare de Châtonnay.
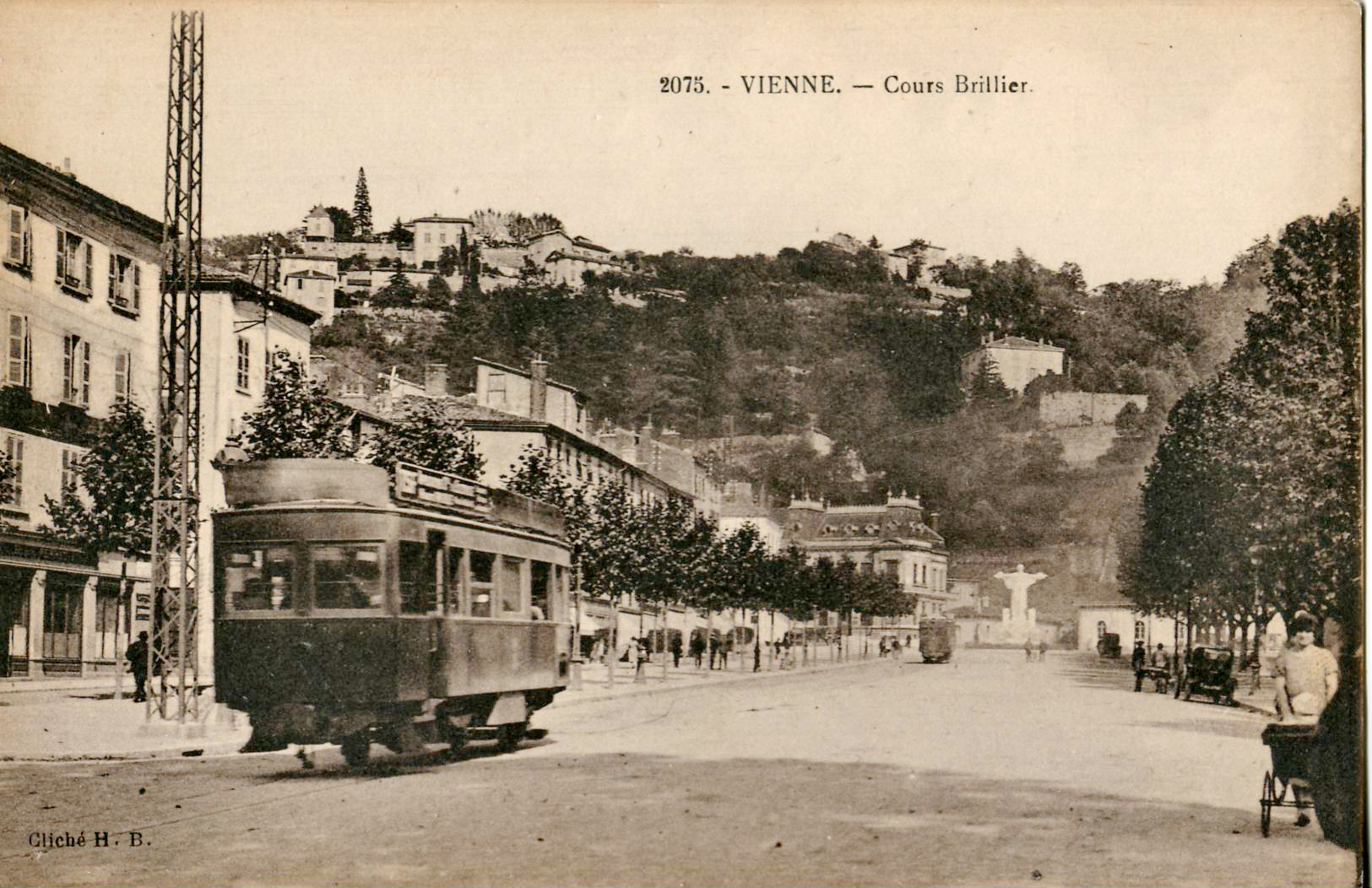
Autorail Berliet assurant la desserte d'Estressin à Vienne, Cours Brillier.
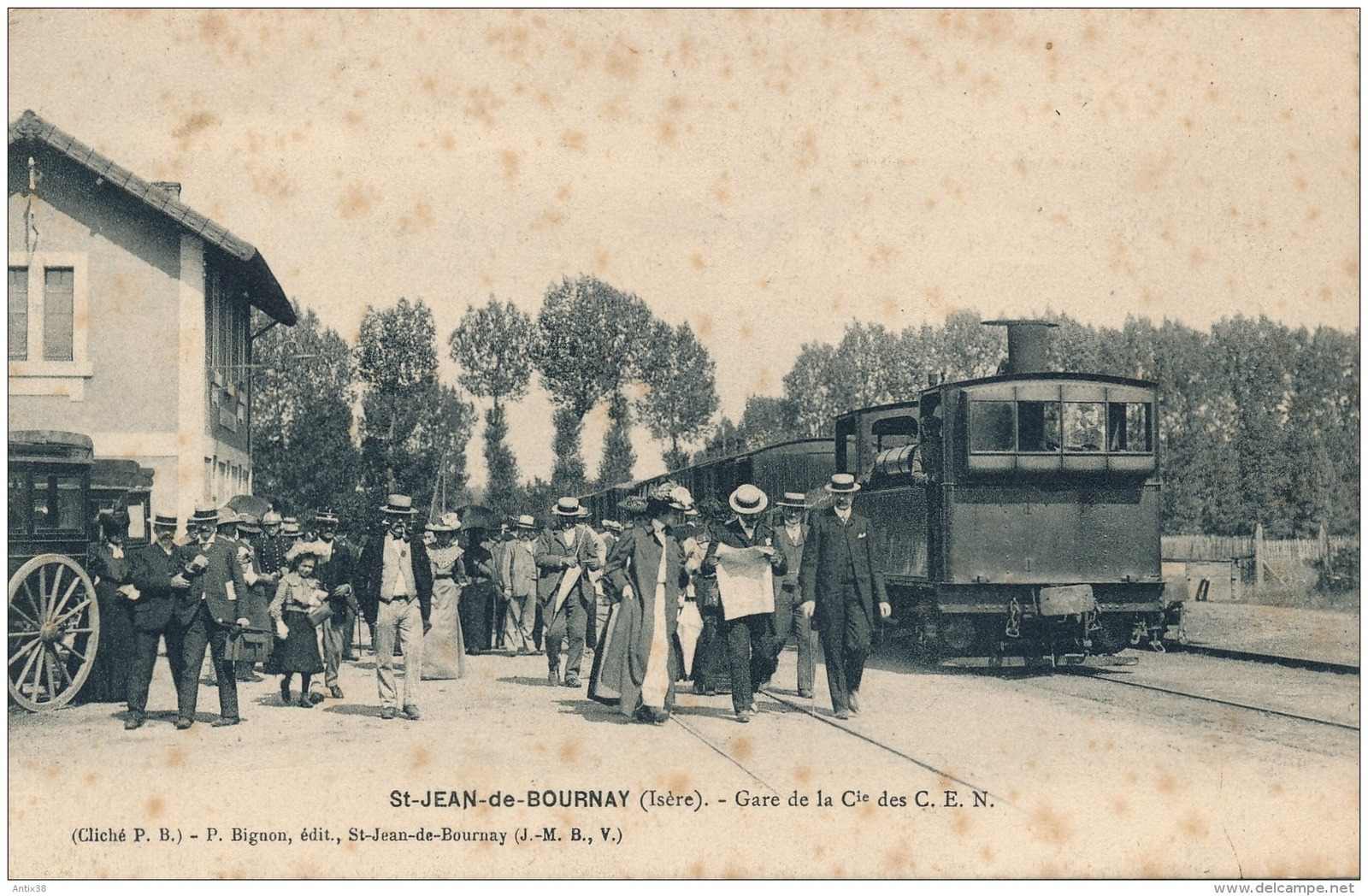
Locomotive n°51 à Saint-Jean-de-Bournay.

Locomotives à vapeur
affectées à la ligne Grenoble - Veurey
- no 20, type 030t bicabine, issue d'une série de 7 machines (numéros 15 à 21)[a], livrée en 1896 par les Ateliers de construction du Nord de la France (ANF) de Blanc-Misseron[1];
- no 26, type 030t bicabine, livrée en 1894 par la Société Franco-Belge
- no 27, type 030t bicabine, livrée en 1894 par la Société Franco-Belge
- no 1, type 030t bicabine, livrée en 1885 par Tubize et acquise en 1899 auprès du Chemin de fer à voie étroite de Bruxelles à Ixelles-Boendael

affectées à la ligne Vienne-Voiron
- no 28, type 030t bicabine, livrée en 1894 par la Société Franco-Belge
- no 40, type 030t bicabine, livrée en 1891 par Weidknecht
- no 41 à 45, type 030t bicabine, livrées en 1895 par la Société Franco-Belge
- no 51, type 030t bicabine, livrée en 1900 par Pinguély

Autorails
affectés à la ligne Vienne- Estressin
- Type Berliet

## Installations et matériels préservés

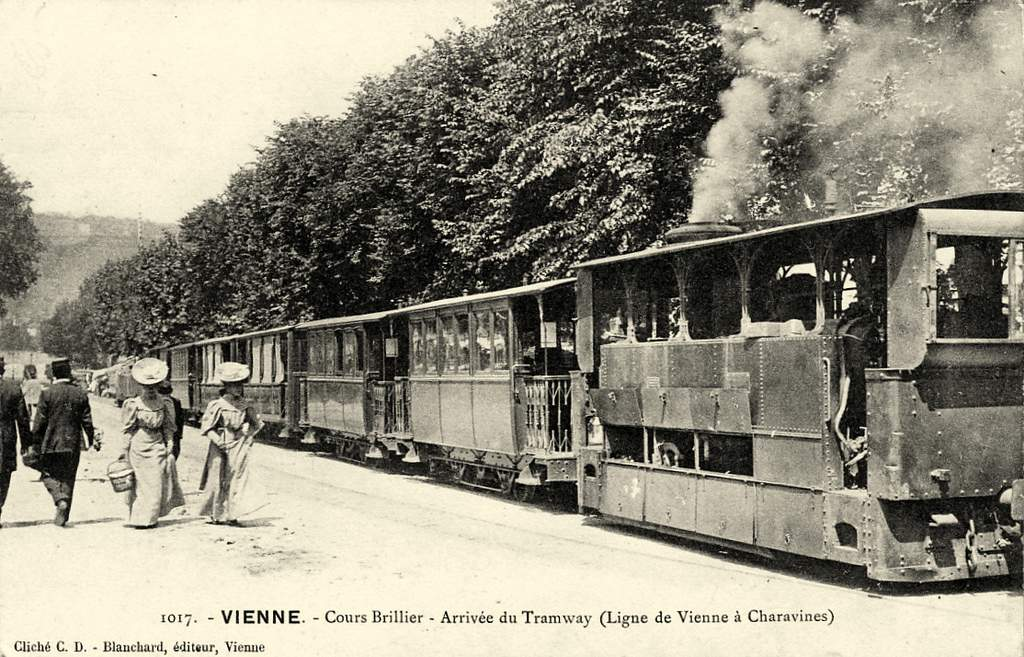
Un train à vienne sur le cours Brillier